# Enrique Dávila Alveal
Enrique Jaime Dávila Alveal (Chillán, 17 de septiembre de 1947 - Calera de Tango, 25 de marzo de 2021) fue un economista y académico chileno, gerente general de la estratégica Empresa Nacional del Petróleo (Enap) durante parte de las administraciones de los presidentes Ricardo Lagos y Michelle Bachelet.
Estudió en la Universidad de Concepción y en 1974 partió a Escocia, tras ganarse una beca para perfeccionarse en la Universidad de Glasgow. Posteriormente vivió un año en Londres, Inglaterra.
Volvió a su país a comienzos de los '80 instalándose en la capital chilena.
Se desempeñó entonces como asesor de la estatal Corporación Nacional del Cobre de Chile (Codelco); consultor para el Gobierno de Guinea Bissau; gerente general de Ecomanager S.A., y director de la empresa Economic & Financial Survey.
Ingresó a Enap en 1990, apenas comenzado el Gobierno de Patricio Aylwin. Comenzó en la gerencia general de la refinería Petrox -filial de Enap en Talcahuano- y en 2000 pasó a dirigir la gerencia de Refinación, Logística y Comercialización.
Llegó a la gerencia general en 2004 tras la partida de Daniel Fernández a Televisión Nacional como director ejecutivo. Dejó abruptamente la compañía debido a diferencias con el Ministerio de Hacienda, en medio de una compleja situación financiera.
La gestión de Dávila estuvo marcada por las fuertes restricciones en los envíos de gas natural desde Argentina, lo que obligó a la petrolera a importar más diésel para reemplazar el recurso, jugando así un rol clave en medio de la estrechez energética que golpeó a Chile especialmente en 2008.
Desde 2009 participó activamente en Chile 21, entidad de la cual fue presidente del directorio.
Entre sus actividades académicas destacan su cargo de profesor de economía de la Universidad Católica de Valparaíso y de la Universidad Diego Portales.
También fue miembro del directorio de Innergy Holding, Petropower y vicepresidente de la Empresa Portuaria de San Vicente.
Simpatizante del Partido Socialista, fue cercano a José Miguel Insulza.